# Том Оккер
Том Оккер (неп. Thomas Samuel Okker, прізвисько "the Flying Dutchman"; нар. 22 лютого 1944) — колишній нідерландський тенісист,  колишня перша ракетка ATP у парному розряді (5 лютого 1979), дворазовий переможець турнірів Великого шолома в парному розряді.
Здобув сорок одиночних та шістдесят вісім парних титулів туру ATP.
Найвищу одиночну позицію світового рейтингу — 3 місце досяг 2 березня 1974 року. 
Завершив кар'єру 1981 року.

## Фінали турнірів Великого шолома

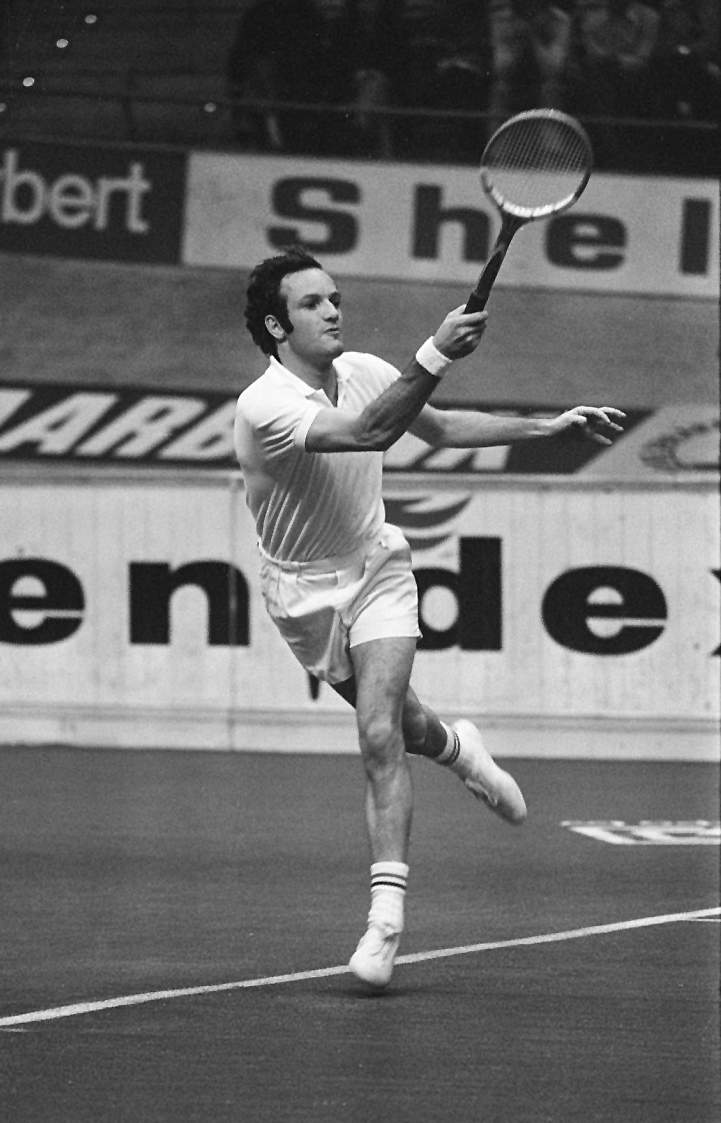
Tom Okker at the 1972 Rotterdam Indoors

### Одиночний розряд: 1 (1 поразка)
| Результат | Рік  | Турнір                           | Покриття | Опонент  | Рахунок                   |
| --------- | ---- | -------------------------------- | -------- | -------- | ------------------------- |
| Поразка   | 1968 | Відкритий чемпіонат США з тенісу | Трава    | Артур Еш | 12–14, 7–5, 3–6, 6–3, 3–6 |

### Парний розряд: 5 (2 титули, 3 поразки)
| Результат | Рік  | Championship                           | Покриття | Партнер      | Опоненти                    | Рахунок                 |
| --------- | ---- | -------------------------------------- | -------- | ------------ | --------------------------- | ----------------------- |
| Поразка   | 1969 | Вімблдонський турнір                   | Трава    | Марті Ріссен | Джон Ньюкомб Тоні Роч       | 5–7, 9–11, 3–6          |
| Поразка   | 1971 | Відкритий чемпіонат Австралії з тенісу | Трава    | Марті Ріссен | Джон Ньюкомб Тоні Роч       | 2–6, 6–7                |
| Перемога  | 1973 | Відкритий чемпіонат Франції з тенісу   | Ґрунт    | Джон Ньюкомб | Джиммі Коннорс Іліє Настасе | 6–1, 3–6, 6–3, 5–7, 6–4 |
| Поразка   | 1975 | Відкритий чемпіонат США з тенісу       | Трава    | Марті Ріссен | Джиммі Коннорс Іліє Настасе | 4–6, 6–7                |
| Перемога  | 1976 | US Open                                | Трава    | Марті Ріссен | Пол Кронк Кліфф Летчер      | 6–4, 6–4                |

## Важливі фінали

### Одиночний розряд: 78 (40 титулів, 38 поразок)
| Результат    | Ранг | Дата | Турнір                                     | Покриття   | Опонент            | Рахунок                   |
| ------------ | ---- | ---- | ------------------------------------------ | ---------- | ------------------ | ------------------------- |
| Поразка      | 1.   | 1965 | Гілверсум, Нідерланди                      | Ґрунт      | Джон Ньюкомб       | 6–2, 3–6, 6–1, 6–3        |
| Поразка      | 2.   | 1966 | Bournemouth, England                       | Ґрунт      | Кен Флетчер        | 5–7, 4–6                  |
| Перемога     | 1.   | 1966 | Hilversum, Нідерланди                      | Ґрунт      | Боб Г'юїтт         | 6–3, 6–3, 2–6, 6–3        |
| Перемога     | 2.   | 1967 | Париж, Франція                             | Wood (i)   | Ян Кодеш           | 6–2, 3–6, 6–3, 6–4        |
| Поразка      | 3.   | 1967 | Брюссель, Бельгія                          | Ґрунт      | Рой Емерсон        | 6–3, 3–6, 7–5, 6–4        |
| Перемога     | 3.   | 1967 | Брістоль, England                          | Трава      | Кліфф Дрісдейл     | 6–2, 5–7, 8–6             |
| Поразка      | 4.   | 1967 | Porto Alegre, Бразилія                     | Ґрунт      | Кліфф Річі         | 4–6, 6–3, 3–6, 6–8        |
| Поразка      | 5.   | 1967 | Ріо-де-Жанейро, Бразилія                   | Ґрунт      | Томас Кош          | 4–6, 9–11, 6–3, 3–6       |
| Перемога     | 4.   | 1967 | East London, ПАР                           | Ґрунт      | Марк Кокс          | 9–7, 7–5                  |
| Поразка      | 6.   | 1968 | Блумфонтейн, ПАР                           | Тверде     | Марті Ріссен       | 5–7, 3–6                  |
| Поразка      | 7.   | 1968 | Ґштад, Швейцарія                           | Ґрунт      | Кліфф Дрісдейл     | 3–6, 3–6, 0–6             |
| Перемога     | 5.   | 1968 | Кінгстон, Ямайка                           | Тверде (i) | Мануель Орантес    | 6–2, 6–4                  |
| Перемога     | 6.   | 1968 | Барранкілья, Колумбія                      | Ґрунт      | Марті Ріссен       | 8–6, 6–3, 6–3             |
| Поразка      | 8.   | 1968 | Willemstad, Curaçao                        | Ґрунт      | Марті Ріссен       | 5–7, 6–3, 11–9, 2–6, 2–6  |
| Перемога     | 7.   | 1968 | Йоганесбурґ, ПАР                           | Тверде     | Марті Ріссен       | 12–10, 6–1, 6–4           |
| ↓ Open era ↓ |      |      |                                            |            |                    |                           |
| Перемога     | 8.   | 1968 | Мастерс Рим, Італія                        | Ґрунт      | Боб Г'юїтт         | 10–8, 6–8, 6–1, 1–6, 6–0  |
| Поразка      | 9.   | 1968 | Західний Берлін, Західна Німеччина         | Ґрунт      | Мануель Сантана    | 8–6, 4–6, 1–6, 2–6        |
| Перемога     | 9.   | 1968 | Saltsjöbaden, Швеція                       | Ґрунт      | Jan-Erik Lundqvist | 6–3, 3–6, 5–7             |
| Поразка      | 10.  | 1968 | Lugano, Швейцарія                          | Ґрунт      | Йон Ціріак         | 8–6, 5–7, 0–6             |
| Shared       | 10.  | 1968 | Лондон, England                            | Трава      | Кларк Гребнер      | final rained out          |
| Перемога     | 11.  | 1968 | Dublin, Ірландія                           | Трава      | Лью Гоуд           | 6–1, 6–2                  |
| Поразка      | 11.  | 1968 | Ґштад, Швейцарія                           | Ґрунт      | Кліфф Дрісдейл     | 3–6, 3–6, 0–6             |
| Поразка      | 12.  | 1968 | Відкритий чемпіонат США з тенісу, New York | Трава      | Артур Еш           | 12–14, 7–5, 3–6, 6–3, 3–6 |
| Поразка      | 13.  | 1969 | Йоганесбурґ, ПАР                           | Тверде     | Род Лейвер         | 3–6, 8–10, 3–6            |
| Перемога     | 12.  | 1969 | Монте-Карло, Монако                        | Ґрунт      | Джон Ньюкомб       | 8–10, 6–1, 7–5, 6–3       |
| Перемога     | 13.  | 1969 | Токіо, Японія                              | Тверде (i) | Рой Емерсон        | 5–7, 6–2, 7–5             |
| Перемога     | 14.  | 1969 | Брюссель, Бельгія                          | Ґрунт      | Zeljko Franulovic  | 6–4, 1–6, 6–2, 6–3        |
| Перемога     | 15.  | 1969 | Амстердам, Нідерланди                      | Ґрунт      | Андрес Хімено      | Раунд Robin               |
| Перемога     | 16.  | 1969 | Мілвокі, США                               | Ґрунт      | Марті Ріссен       | Раунд Robin               |
| Поразка      | 14.  | 1969 | Gstaad, Швейцарія                          | Ґрунт      | Рой Емерсон        | 1–6, 14–12, 4–6, 4–6      |
| Перемога     | 17.  | 1969 | Гілверсум, Нідерланди                      | Тверде     | Том Гормен         | 6–3, 4–6, 7–6             |
| Поразка      | 15.  | 1969 | Гамбург, Німеччина                         | Ґрунт      | Тоні Роч           | 1–6, 7–5, 5–7, 6–8        |
| Перемога     | 18.  | 1969 | Ньюпорт, США                               | Трава      | Денніс Ролстрон    | 4–6, 6–5, 6–1             |
| Поразка      | 16.  | 1969 | Тусон, США                                 | Тверде     | Тоні Роч           | 6–9, 1–6                  |
| Поразка      | 17.  | 1969 | Касабланка, Марокко                        | Ґрунт      | Тоні Роч           | Раунд Robin               |
| Перемога     | 19.  | 1969 | Paris Masters, Франція                     | Килим (i)  | Батч Бухголц       | 8–6, 6–2, 6–1             |
| Поразка      | 18.  | 1969 | Heineken Open, Нова Зеландія               | Трава      | Роджер Тейлор      | 4–6, 4–6, 1–6             |
| Перемога     | 20.  | 1970 | Брюссельський столичний регіон, Бельгія    | Ґрунт      | Іліє Настасе       | 6–3, 6–4, 0–6, 4–6, 6–4   |
| Перемога     | 21.  | 1970 | Atlanta WCT, США                           | Тверде     | Денніс Ролстрон    | 6–4, 10–8, 6–2            |
| Поразка      | 19.  | 1970 | Gstaad, Швейцарія                          | Ґрунт      | Тоні Роч           | 5–7, 5–7, 3–6             |
| Перемога     | 22.  | 1970 | Leicester, England                         | Трава      | Роджер Тейлор      | 6–1, 10–8                 |
| Перемога     | 23.  | 1970 | Hilversum, Нідерланди                      | Тверде     | Роджер Тейлор      | 4–6, 6–0, 6–1, 6–3        |
| Перемога     | 24.  | 1970 | Гамбург, Німеччина                         | Ґрунт      | Іліє Настасе       | 4–6, 6–3, 6–3, 6–4        |
| Поразка      | 20.  | 1970 | Західний Берлін, Західна Німеччина         | Ґрунт      | Род Лейвер         | Раунд Robin               |
| Поразка      | 21.  | 1971 | Нью-Йорк, США                              | Тверде (i) | Род Лейвер         | 5–7, 2–6, 1–6             |
| Поразка      | 22.  | 1971 | Monte Carlo, Монако                        | Ґрунт      | Іліє Настасе       | 6–3, 6–8, 1–6, 1–6        |
| Поразка      | 23.  | 1971 | Gstaad, Швейцарія                          | Ґрунт      | Джон Ньюкомб       | 2–6, 7–5, 6–1, 5–7, 3–6   |
| Перемога     | 25.  | 1971 | Louisville WCT, США                        | Ґрунт      | Кліфф Дрісдейл     | 3–6, 6–4, 6–1             |
| Перемога     | 26.  | 1971 | Quebec WCT, Канада                         | Indoor     | Род Лейвер         | 6–3, 7–6, 6–7, 6–4        |
| Поразка      | 24.  | 1971 | Мастерс Канада, Канада                     | Ґрунт      | Джон Ньюкомб       | 6–7, 6–3, 2–6, 6–7        |
| Поразка      | 25.  | 1971 | Vancouver WCT, Канада                      | Тверде (i) | Кен Роузволл       | 2–6, 2–6, 4–6             |
| Перемога     | 27.  | 1972 | Chicago WCT, США                           | Килим (i)  | Артур Еш           | 4–6, 6–2, 6–3             |
| Поразка      | 26.  | 1972 | Boston WCT, США                            | Тверде     | Боб Лутц           | 4–6, 6–2, 4–6, 4–6        |
| Поразка      | 27.  | 1972 | Стокгольм, Швеція                          | Тверде (i) | Стен Сміт          | 4–6, 3–6                  |
| Поразка      | 28.  | 1972 | Rotterdam WCT, Нідерланди                  | Килим (i)  | Артур Еш           | 6–3, 2–6, 1–6             |
| Перемога     | 28.  | 1973 | Washington WCT, США                        | Килим (i)  | Артур Еш           | 6–3, 6–7, 7–6             |
| Перемога     | 29.  | 1973 | Hilversum, Нідерланди                      | Ґрунт      | Андрес Хімено      | 2–6, 6–4, 6–4, 6–7, 6–3   |
| Поразка      | 29.  | 1973 | Washington Open, США                       | Ґрунт      | Артур Еш           | 4–6, 2–6                  |
| Перемога     | 30.  | 1973 | Мастерс Канада, Канада                     | Ґрунт      | Мануель Орантес    | 6–3, 6–2, 6–1             |
| Перемога     | 31.  | 1973 | Seattle, США                               | Тверде (i) | Джон Александер    | 7–5, 6–4                  |
| Поразка      | 30.  | 1973 | Лос-Анджелес, США                          | Тверде     | Джиммі Коннорс     | 5–7, 6–7                  |
| Перемога     | 32.  | 1973 | Чикаго, США                                | Килим (i)  | Джон Ньюкомб       | 3–6, 7–6, 6–3             |
| Перемога     | 33.  | 1973 | Мадрид, Іспанія                            | Ґрунт      | Хайме Фійоль       | 4–6, 6–3, 6–3, 7–5        |
| Перемога     | 34.  | 1973 | Лондон, England                            | Килим (i)  | Іліє Настасе       | 6–3, 6–4                  |
| Поразка      | 31.  | 1973 | Фінал ATP, Boston                          | Килим (i)  | Іліє Настасе       | 3–6, 5–7, 6–4, 3–6        |
| Перемога     | 35.  | 1974 | Toronto WCT, Канада                        | Килим (i)  | Іліє Настасе       | 6–3, 6–4                  |
| Поразка      | 32.  | 1974 | Washington WCT, США                        | Килим (i)  | Іліє Настасе       | 3–6, 3–6                  |
| Перемога     | 36.  | 1974 | Роттердам, Нідерланди                      | Килим (i)  | Tom Gorman         | 4–6, 7–6, 6–1             |
| Поразка      | 33.  | 1974 | Бостон, США                                | Ґрунт      | Б'єрн Борг         | 6–7, 1–6, 1–6             |
| Поразка      | 34.  | 1974 | Стокгольм, Швеція                          | Тверде (i) | Артур Еш           | 2–6, 2–6                  |
| Поразка      | 35.  | 1975 | Rotterdam WCT, Нідерланди                  | Килим (i)  | Артур Еш           | 6–3, 2–6, 4–6             |
| Поразка      | 36.  | 1975 | Johannesburg WCT, ПАР                      | Тверде     | Бастер Моттрам     | 4–6, 2–6                  |
| Поразка      | 37.  | 1975 | Stockholm WCT, Швеція                      | Килим (i)  | Артур Еш           | 4–6, 2–6                  |
| Перемога     | 37.  | 1975 | Nottingham Open, England                   | Трава      | Тоні Роч           | 6–1, 3–6, 6–3             |
| Перемога     | 38.  | 1975 | Paris Masters, Франція                     | Тверде (i) | Артур Еш           | 6–3, 2–6, 6–3, 3–6, 6–4   |
| Перемога     | 39.  | 1977 | Richmond WCT, США                          | Килим (i)  | Вітас Ґерулайтіс   | 3–6, 6–3, 6–4             |
| Поразка      | 38.  | 1978 | Hilversum, Нідерланди                      | Ґрунт      | Балаж Тароці       | 6–2, 1–6, 2–6, 4–6        |
| Перемога     | 40.  | 1979 | Тель-Авів, Ізраїль                         | Тверде     | Пер Єртквіст       | 6–4, 6–3                  |

### Парний розряд: 104 (68 титули, 36 поразки)
| Результат | Ранг | Дата | Турнір                                            | Покриття   | Партнер          | Опоненти                           | Рахунок                      |
| --------- | ---- | ---- | ------------------------------------------------- | ---------- | ---------------- | ---------------------------------- | ---------------------------- |
| Перемога  | 1.   | 1968 | Мастерс Рим, Італія                               | Ґрунт      | Марті Ріссен     | Ніколас Калогеропулос Аллан Стоун  | 6–3, 6–4, 6–2                |
| Поразка   | 1.   | 1968 | Ґштад, Швейцарія                                  | Ґрунт      | Мал Андерсон     | Джон Ньюкомб Денніс Ролстрон       | 10–8, 10–12, 14–12, 3–6, 3–6 |
| Перемога  | 2.   | 1968 | Гамбург, Німеччина                                | Ґрунт      | Марті Ріссен     | Джон Ньюкомб Тоні Роч              | 6–4, 6–4, 7–5                |
| Перемога  | 3.   | 1969 | Філадельфія, США                                  | Килим (i)  | Марті Ріссен     | Джон Ньюкомб Тоні Роч              | 8–6, 6–4                     |
| Поразка   | 2.   | 1969 | Вімблдонський турнір, London                      | Трава      | Марті Ріссен     | Джон Ньюкомб Тоні Роч              | 5–7, 9–11, 3–6               |
| Перемога  | 4.   | 1969 | Gstaad, Швейцарія                                 | Ґрунт      | Марті Ріссен     | Мал Андерсон Рой Емерсон           | 6–1, 6–4                     |
| Перемога  | 5.   | 1969 | Гамбург, Німеччина                                | Ґрунт      | Марті Ріссен     | Жан-Клод Баркле Юрген Фассбендер   | 6–1, 6–2, 6–4                |
| Перемога  | 6.   | 1970 | London Queen's Club, England                      | Трава      | Марті Ріссен     | Артур Еш Чарлі Пасарелл            | 6–4, 6–4                     |
| Поразка   | 3.   | 1970 | Gstaad, Швейцарія                                 | Ґрунт      | Марті Ріссен     | Кліфф Дрісдейл Роджер Тейлор       | 2–6, 3–6, 2–6                |
| Поразка   | 4.   | 1970 | Гамбург, Німеччина                                | Ґрунт      | Нікола Пилич     | Боб Г'юїтт Фрю Макміллан           | 3–6, 5–7, 2–6                |
| Перемога  | 7.   | 1970 | Лос-Анджелес, США                                 | Тверде     | Марті Ріссен     | Боб Лутц Стен Сміт                 | 7–6, 6–2                     |
| Поразка   | 5.   | 1971 | Відкритий чемпіонат Австралії з тенісу, Melbourne | Трава      | Марті Ріссен     | Джон Ньюкомб Тоні Роч              | 2–6, 6–7                     |
| Поразка   | 6.   | 1971 | Мастерс Монте-Карло, Монако                       | Ґрунт      | Роджер Тейлор    | Іліє Настасе Йон Ціріак            | 6–1, 3–6, 3–6, 6–8           |
| Перемога  | 8.   | 1971 | Chicago WCT, США                                  | Килим (i)  | Марті Ріссен     | Джон Ньюкомб Тоні Роч              | 7–6, 4–6, 7–6                |
| Перемога  | 9.   | 1971 | Dallas WCT, США                                   | Килим (i)  | Марті Ріссен     | Боб Луц Чарлі Пасарелл             | 6–3, 6–4                     |
| Перемога  | 10.  | 1971 | London Queen's Club, England                      | Трава      | Марті Ріссен     | Ерік ван Діллен Стен Сміт          | 8–6, 4–6, 10–8               |
| Поразка   | 7.   | 1971 | Gstaad, Швейцарія                                 | Ґрунт      | Джон Ньюкомб     | Джон Александер Філ Дент           | 7–5, 3–6, 4–6                |
| Перемога  | 11.  | 1971 | Washington Open, США                              | Ґрунт      | Марті Ріссен     | Боб Кармайкл Рей Раффелз           | 7–6, 6–2                     |
| Поразка   | 8.   | 1971 | Quebec WCT, Канада                                | Indoor     | Марті Ріссен     | Рой Емерсон Род Лейвер             | 6–7, 2–6                     |
| Поразка   | 9.   | 1971 | Boston WCT, США                                   | Ґрунт      | Марті Ріссен     | Рой Емерсон Род Лейвер             | 4–6, 4–6                     |
| Перемога  | 12.  | 1971 | Мастерс Канада, Канада                            | Ґрунт      | Марті Ріссен     | Артур Еш Денніс Ролстрон           | 6–3, 6–3, 6–1                |
| Перемога  | 13.  | 1971 | Кельн, Німеччина                                  | Килим (i)  | Марті Ріссен     | Рой Емерсон Род Лейвер             | 6–7, 3–6, 7–6, 6–3, 6–4      |
| Перемога  | 14.  | 1972 | Richmond WCT, США                                 | Килим (i)  | Марті Ріссен     | Джон Ньюкомб Тоні Роч              | 7–6, 7–6                     |
| Перемога  | 15.  | 1972 | Miami WCT, США                                    | Тверде     | Марті Ріссен     | Рой Емерсон Род Лейвер             | 7–5, 6–4                     |
| Перемога  | 16.  | 1972 | Chicago WCT, США                                  | Килим (i)  | Марті Ріссен     | Рой Емерсон Род Лейвер             | 6–2, 6–3                     |
| Перемога  | 17.  | 1972 | Charlotte WCT, США                                | Ґрунт      | Марті Ріссен     | Джон Ньюкомб Тоні Роч              | 6–4, 4–6, 7–6                |
| Перемога  | 18.  | 1972 | Washington DC., США                               | Ґрунт      | Марті Ріссен     | Джон Ньюкомб Тоні Роч              | 3–6, 6–3, 6–2                |
| Перемога  | 19.  | 1972 | Fort Worth WCT, США                               | Тверде     | Марті Ріссен     | Кен Роузволл Фред Столл            | 6–2, 6–2                     |
| Перемога  | 20.  | 1972 | Montreal WCT, Канада                              | Тверде     | Марті Ріссен     | Роберт Мауд Кен Роузволл           | 6–1, 4–6, 7–6                |
| Перемога  | 21.  | 1972 | Alamo WCT, США                                    | Outdoor    | Марті Ріссен     | Браян Феерлі Ісмаїл Ель-Шафей      | 7–6, 6–4                     |
| Перемога  | 22.  | 1972 | Стокгольм, Швеція                                 | Тверде (i) | Марті Ріссен     | Колін Діблі Рой Емерсон            | 7–5, 7–6                     |
| Перемога  | 23.  | 1972 | Gothenburg WCT, Швеція                            | Килим (i)  | Марті Ріссен     | Браян Феерлі Ісмаїл Ель-Шафей      | 6–2, 7–6                     |
| Перемога  | 24.  | 1973 | London WCT, England                               | Тверде (i) | Марті Ріссен     | Артур Еш Роско Теннер              | 6–3, 6–3                     |
| Перемога  | 25.  | 1973 | Milan WCT, Італія                                 | Килим (i)  | Марті Ріссен     | Кен Роузволл Фред Столл            | 6–3, 6–3                     |
| Поразка   | 10.  | 1973 | Cologne WCT, Німеччина                            | Килим (i)  | Марті Ріссен     | Марк Кокс Грем Стілвел             | 6–7, 3–6                     |
| Перемога  | 26.  | 1973 | Washington WCT, США                               | Килим (i)  | Марті Ріссен     | Артур Еш Роско Теннер              | 4–6, 7–6, 6–2                |
| Перемога  | 27.  | 1973 | Х'юстон, США                                      | Ґрунт      | Марті Ріссен     | Артур Еш Роско Теннер              | 7–5, 7–5                     |
| Перемога  | 28.  | 1973 | Charlotte WCT, США                                | Ґрунт      | Марті Ріссен     | Ерік ван Діллен Том Гормен         | 7–6, 3–6, 6–3                |
| Поразка   | 11.  | 1973 | Denver WCT, США                                   | Килим (i)  | Марті Ріссен     | Артур Еш Роско Теннер              | 6–3, 3–6, 6–7                |
| Поразка   | 12.  | 1973 | World Парний розряд WCT, Montreal                 | Килим (i)  | Марті Ріссен     | Bob Стен Сміт                      | 2–6, 6–7, 0–6                |
| Перемога  | 29.  | 1973 | Відкритий чемпіонат Франції з тенісу, Paris       | Ґрунт      | Джон Ньюкомб     | Джиммі Коннорс Іліє Настасе        | 6–1, 3–6, 6–3, 5–7, 6–4      |
| Перемога  | 30.  | 1973 | Рим, Італія                                       | Ґрунт      | Джон Ньюкомб     | Росс Кейс Джефф Мастерз            | 6–2, 6–3, 6–4                |
| Перемога  | 31.  | 1973 | London Queen's Club, England                      | Трава      | Марті Ріссен     | Рей Келді Реймонд Мур              | 6–4, 7–5                     |
| Перемога  | 32.  | 1973 | Seattle, США                                      | Тверде     | Том Гормен       | Боб Кармайкл Фрю Макміллан         | 2–6, 6–4, 7–6                |
| Перемога  | 33.  | 1973 | Барселона, Іспанія                                | Ґрунт      | Іліє Настасе     | Антоніо Муньйос Мануель Орантес    | 4–6, 6–3, 6–2                |
| Перемога  | 34.  | 1973 | Мадрид, Іспанія                                   | Ґрунт      | Іліє Настасе     | Боб Кармайкл Фрю Макміллан         | 6–3, 6–0                     |
| Перемога  | 35.  | 1973 | Йоганесбурґ, ПАР                                  | Тверде     | Артур Еш         | Лью Гоуд Роберт Мауд               | 6–2, 4–6, 6–2, 6–4           |
| Поразка   | 13.  | 1974 | Toronto WCT, Канада                               | Килим (i)  | Марті Ріссен     | Рауль Рамірес Тоні Роч             | 3–6, 6–2, 4–6                |
| Поразка   | 14.  | 1974 | Miami WCT, США                                    | Тверде     | Марті Ріссен     | Джон Александер Філ Дент           | 6–4, 4–6, 5–7                |
| Поразка   | 15.  | 1974 | Washington WCT, США                               | Килим (i)  | Марті Ріссен     | Боб Г'юїтт Фрю Макміллан           | 6–7, 3–6                     |
| Перемога  | 36.  | 1974 | Стокгольм, Швеція                                 | Тверде (i) | Марті Ріссен     | Боб Г'юїтт Фрю Макміллан           | 2–6, 6–3, 6–4                |
| Поразка   | 16.  | 1974 | Йоганесбурґ, ПАР                                  | Тверде     | Марті Ріссен     | Боб Г'юїтт Фрю Макміллан           | 6–7, 4–6, 3–6                |
| Поразка   | 17.  | 1975 | Bologna WCT, Італія                               | Килим (i)  | Артур Еш         | Паоло Бертолуччі Адріано Панатта   | 3–6, 6–3, 3–6                |
| Перемога  | 37.  | 1975 | Barcelona WCT, Іспанія                            | Килим (i)  | Артур Еш         | Паоло Бертолуччі Адріано Панатта   | 7–5, 6–1                     |
| Поразка   | 18.  | 1975 | Monte Carlo WCT, Монако                           | Ґрунт      | Артур Еш         | Боб Г'юїтт Фрю Макміллан           | 3–6, 2–6                     |
| Перемога  | 38.  | 1975 | Johannesburg WCT, ПАР                             | Тверде     | Артур Еш         | Боб Г'юїтт Фрю Макміллан           | 6–3, 6–2                     |
| Перемога  | 39.  | 1975 | Stockholm WCT, Швеція                             | Килим (i)  | Артур Еш         | Патріс Домінгес Кім Ворвік         | 6–3, 7–6                     |
| Поразка   | 19.  | 1975 | Nottingham, England                               | Трава      | Марті Ріссен     | Чарлі Пасарелл Роско Теннер        | 2–6, 3–6                     |
| Поразка   | 20.  | 1975 | Відкритий чемпіонат США з тенісу, New York        | Ґрунт      | Марті Ріссен     | Джиммі Коннорс Іліє Настасе        | 4–6, 6–7                     |
| Поразка   | 21.  | 1975 | Paris Masters, Франція                            | Тверде (i) | Іліє Настасе     | Войцех Фібак Карл Майлер           | 4–6, 6–7                     |
| Перемога  | 40.  | 1975 | Hong Kong Tennis Open                             | Тверде     | Кен Роузволл     | Боб Кармайкл Сенді Меєр            | 6–3, 6–4                     |
| Поразка   | 22.  | 1976 | Columbus WCT, США                                 | Килим (i)  | Артур Еш         | Боб Г'юїтт Фрю Макміллан           | 6–7, 4–6                     |
| Поразка   | 23.  | 1976 | Richmond WCT, США                                 | Килим (i)  | Артур Еш         | Браян Готтфрід Рауль Рамірес       | 4–6, 5–7                     |
| Поразка   | 24.  | 1976 | Rotterdam WCT, Нідерланди                         | Килим (i)  | Артур Еш         | Род Лейвер Фрю Макміллан           | 1–6, 7–6, 6–7                |
| Перемога  | 41.  | 1976 | Базель, Швейцарія                                 | Килим (i)  | Фрю Макміллан    | Їржі Гжебец Ян Кодеш               | 6–4, 7–6, 6–4                |
| Поразка   | 25.  | 1976 | Johannesburg WCT, ПАР                             | Тверде     | Фрю Макміллан    | Марті Ріссен Роско Теннер          | 2–6, 5–7                     |
| Поразка   | 26.  | 1976 | Stockholm WCT, Швеція                             | Килим (i)  | Адріано Панатта  | Олександр Метревелі Іліє Настасе   | 4–6, 5–7                     |
| Перемога  | 42.  | 1976 | US Open, New York                                 | Ґрунт      | Марті Ріссен     | Пол Кронк Кліфф Летчер             | 6–4, 6–4                     |
| Перемога  | 43.  | 1976 | Paris Masters, Франція                            | Тверде (i) | Марті Ріссен     | Фред Макнеер Шервуд Стюарт         | 6–2, 6–2                     |
| Поразка   | 27.  | 1976 | Стокгольм, Швеція                                 | Тверде (i) | Марті Ріссен     | Боб Г'юїтт Фрю Макміллан           | 4–6, 6–4, 4–6                |
| Перемога  | 44.  | 1977 | Birmingham WCT, США                               | Килим (i)  | Войцех Фібак     | Біллі Мартін Білл Скенлон          | 6–3, 6–4                     |
| Поразка   | 28.  | 1977 | Philadelphia WCT, США                             | Килим (i)  | Войцех Фібак     | Боб Г'юїтт Фрю Макміллан           | 1–6, 6–1, 3–6                |
| Перемога  | 45.  | 1977 | Richmond WCT, США                                 | Килим (i)  | Войцех Фібак     | Росс Кейс Тоні Роч                 | 6–4, 6–4                     |
| Перемога  | 46.  | 1977 | Мексика City WCT, Мексика                         | Тверде     | Войцех Фібак     | Іліє Настасе Адріано Панатта       | 6–2, 6–3                     |
| Перемога  | 47.  | 1977 | Toronto Indoor WCT, Канада                        | Килим (i)  | Войцех Фібак     | Росс Кейс Тоні Роч                 | 6–4, 6–1                     |
| Перемога  | 48.  | 1977 | Роттердам, Нідерланди                             | Килим (i)  | Войцех Фібак     | Віджай Амрітрадж Дік Стоктон       | 6–4, 6–4                     |
| Поразка   | 29.  | 1977 | Monte Carlo WCT, Монако                           | Ґрунт      | Войцех Фібак     | Франсуа Жоффре Ян Кодеш            | 6–2, 3–6, 2–6                |
| Перемога  | 49.  | 1977 | Charlotte WCT, Нідерланди                         | Килим (i)  | Кен Роузволл     | Коррадо Барадзутті Адріано Панатта | 6–1, 3–6, 7–6                |
| Перемога  | 50.  | 1977 | Woodlands Парний розряд, США                      | Тверде     | Марті Ріссен     | Тім Галліксон Том Галліксон        | 3–6, 6–3, 6–3, 4–6, 6–1      |
| Перемога  | 51.  | 1977 | Стокгольм, Швеція                                 | Тверде (i) | Войцех Фібак     | Браян Готтфрід Рауль Рамірес       | 6–3, 6–3                     |
| Поразка   | 30.  | 1978 | St. Louis WCT, США                                | Килим      | Войцех Фібак     | Боб Г'юїтт Фрю Макміллан           | 3–6, 2–6                     |
| Перемога  | 52.  | 1978 | Houston WCT, США                                  | Ґрунт      | Войцех Фібак     | Том Леонард Майк Машетт            | 7–5, 7–5                     |
| Перемога  | 53.  | 1978 | World Парний розряд WCT, США                      | Килим (i)  | Войцех Фібак     | Bob Стен Сміт                      | 6–7, 6–4, 6–0, 6–3           |
| Перемога  | 54.  | 1978 | Гамбург, Німеччина                                | Ґрунт      | Войцех Фібак     | Антоніо Муньйос Victor Pecci       | 6–2, 6–4                     |
| Поразка   | 31.  | 1978 | Мюнхен, Німеччина                                 | Ґрунт      | Юрген Фассбендер | Йон Ціріак Гільєрмо Вілас          | 6–3, 4–6, 6–7                |
| Перемога  | 55.  | 1978 | Gstaad, Швейцарія                                 | Ґрунт      | Марк Едмондсон   | Боб Г'юїтт Кім Ворвік              | 6–4, 1–6, 6–1, 6–4           |
| Перемога  | 56.  | 1978 | Гілверсум, Нідерланди                             | Ґрунт      | Балаж Тароці     | Боб Кармайкл Марк Едмондсон        | 7–6, 4–6, 7–5                |
| Перемога  | 57.  | 1978 | Мастерс Канада, Канада                            | Ґрунт      | Войцех Фібак     | Колін Даудесвелл Гайнц Ґюнтгардт   | 6–3, 7–6                     |
| Перемога  | 58.  | 1978 | Woodlands Парний розряд, США                      | Тверде     | Войцех Фібак     | Марті Ріссен Шервуд Стюарт         | 7–6, 3–6, 4–6, 7–6, 6–3      |
| Перемога  | 59.  | 1978 | Стокгольм, Швеція                                 | Тверде (i) | Войцех Фібак     | Bob Стен Сміт                      | 6–3, 6–2                     |
| Поразка   | 32.  | 1979 | Бірмінгем, США                                    | Килим (i)  | Іліє Настасе     | Стен Сміт Dick Stockton            | 2–6, 3–6                     |
| Перемога  | 60.  | 1979 | Філадельфія, США                                  | Килим (i)  | Войцех Фібак     | Пітер Флемінг Джон Макінрой        | 5–7, 6–1, 6–3                |
| Поразка   | 33.  | 1979 | Denver, США                                       | Килим (i)  | Войцех Фібак     | Bob Стен Сміт                      | 6–7, 3–6                     |
| Перемога  | 61.  | 1979 | Мемфіс, США                                       | Килим (i)  | Войцех Фібак     | Фрю Макміллан Dick Stockton        | 6–4, 6–4                     |
| Перемога  | 62.  | 1979 | Штуттґард, Німеччина                              | Тверде (i) | Войцех Фібак     | Боб Кармайкл Браян Тічер           | 6–3, 5–7, 7–6                |
| Перемога  | 63.  | 1979 | Мюнхен, Німеччина                                 | Ґрунт      | Войцех Фібак     | Юрген Фассбендер Жан-Луї Ейє       | 7–6, 7–5                     |
| Перемога  | 64.  | 1979 | Hilversum, Нідерланди                             | Ґрунт      | Балаж Тароці     | Ян Кодеш Томаш Шмід                | 6–1, 6–3                     |
| Перемога  | 65.  | 1979 | Тель-Авів, Ізраїль                                | Тверде     | Іліє Настасе     | Майк Кейгілл Колін Діблі           | 7–5, 6–4                     |
| Поразка   | 34.  | 1979 | Стокгольм, Швеція                                 | Тверде (i) | Войцех Фібак     | Peter Fleming Джон Макінрой        | 4–6, 4–6                     |
| Поразка   | 35.  | 1980 | Masters Парний розряд WCT, London                 | Килим (i)  | Войцех Фібак     | Браян Готтфрід Рауль Рамірес       | 6–3, 4–6, 4–6, 6–3, 3–6      |
| Перемога  | 66.  | 1980 | Бірмінгем, США                                    | Килим (i)  | Войцех Фібак     | Хосе Луїс Клерк Іліє Настасе       | 6–3, 6–3                     |
| Перемога  | 67.  | 1980 | Cairo, Єгипет                                     | Ґрунт      | Ісмаїл Ель-Шафей | Крістоф Фресс Бернар Фріц          | 6–3, 3–6, 6–3                |
| Перемога  | 68.  | 1980 | Hilversum, Нідерланди                             | Ґрунт      | Балаж Тароці     | Тоні Джаммалва Бастер Моттрам      | 7–5, 6–3, 7–6                |
| Поразка   | 36.  | 1980 | Bangkok, Таїланд                                  | Килим (i)  | Dick Stockton    | Ферді Тейган Браян Тічер           | 6–7, 6–7                     |

## Виступи в одиночних турнірах Великого шолома
| Турнір                                 | 1964  | 1965  | 1966  | 1967  | 1968  | 1969  | 1970  | 1971  | 1972  | 1973  | 1974  | 1975  | 1976  | 1977  | 1978  | 1979  | 1980  | 1981  | SR     |
| -------------------------------------- | ----- | ----- | ----- | ----- | ----- | ----- | ----- | ----- | ----- | ----- | ----- | ----- | ----- | ----- | ----- | ----- | ----- | ----- | ------ |
| Відкритий чемпіонат Австралії з тенісу |       | 2р    | 3р    |       |       | 1р    | ЧФ    | ПФ    |       |       |       |       |       |       |       |       |       |       | 0 / 5  |
| Відкритий чемпіонат Франції з тенісу   |       | 2р    | 2р    | ЧФ    |       | ПФ    |       |       |       | ЧФ    |       |       |       |       | 1р    |       |       |       | 0 / 6  |
| Вімблдонський турнір                   | 2р    | 1р    | 2р    | 2р    | ЧФ    | ЧФ    | 2р    | 2р    |       |       | 2р    | ЧФ    | 3р    | 2р    | ПФ    | ЧФ    | 3р    | 1р    | 0 / 16 |
| Відкритий чемпіонат США з тенісу       | 1р    |       |       |       | Ф     | 1р    | 2р    | ПФ    | 3р    | 2р    | 2р    | 2р    | 3р    |       | 1р    | 1р    | 1р    |       | 0 / 13 |
| Grand Slam SR                          | 0 / 2 | 0 / 3 | 0 / 3 | 0 / 2 | 0 / 2 | 0 / 4 | 0 / 3 | 0 / 3 | 0 / 1 | 0 / 2 | 0 / 2 | 0 / 2 | 0 / 2 | 0 / 1 | 0 / 3 | 0 / 2 | 0 / 2 | 0 / 1 | 0 / 40 |
| Рейтинг на кінець року                 | N/A   | N/A   | N/A   | N/A   | N/A   | N/A   | N/A   | N/A   | N/A   | 4     | 6     | 11    | 23    | 31    | 50    | 56    | 107   | N/A   |        |